# Релаксаційний генератор

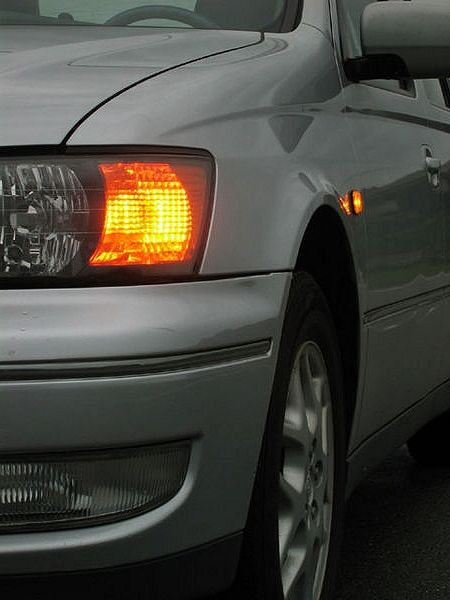
Мигаючий сигнал повороту на автомобілі генерється простим релаксаційним осцилятором який живить реле.

В електроніці релаксаційним генератором (осцилятором) (англ. relaxation oscillator) називають нелінійний електронний генератор що генерує несинусоїдальний періодичний сигнал, такий як наприклад трикутна чи квадратна хвиля.

## Приклади
Релаксаційні генератори механічних коливань:
1. Гідротаран .
2. Різні дозуючі пристрої.
3. Струна скрипки, порушується смичком.
4. Скрипучі гальма автомобілів і ж / д вагонів.

Релаксаційні генератори електричних коливань:
1. Різні модифікації мультивібраторів .
2. Генератор пилоподібної напруги (в тому числі на неонової лампі).
3. Генератор трикутного напруги.

## Зноски
1. ↑  Graf, Rudolf F. (1999). Modern Dictionary of Electronics. Newnes. с. 638. ISBN 0750698667.
2. ↑  Edson, William A. (1953). Vacuum Tube Oscillators (PDF). New York: John Wiley and Sons. с. 3. on Peter Millet's Tubebooks website
3. ↑  Morris, Christopher G. Morris (1992). Academic Press Dictionary of Science and Technology. Gulf Professional Publishing. с. 1829. ISBN 0122004000.
4. ↑  Du, Ke-Lin; M. N. S. Swamy (2010). Wireless Communication Systems: From RF Subsystems to 4G Enabling Technologies. Cambridge Univ. Press. с. 443. ISBN 978-1139485760.